# Marvel (гурт)
Marvel (укр. «Диво») — український рок-гурт, створений в місті Київ, в 2006 році. Колектив грає переважно в жанрах альтернативний рок і альтернативний метал.
З моменту формування гурт відіграв безліч концертів на українських майданчиках, узяв участь в більшості великих фестивалів України.
Наприкінці 2009 року гурт видав дебютний альбом В каждом из нас.
За 8 років існування гурт встиг відіграти на одній сцені з гуртами: Ария, Слот, Jane Air, Маврин, Чёрный кофе, Tracktor Bowling, Чёрный обелиск, Бони Нем, Graveworm.

## Склад

### Поточний склад
- Ольга Скрипова — вокал
- Дмитро Полудніцин — гітара
- Артем Лаунець — гітара

### Колишні учасники
- Михайло Новиков — ударні (2006–2008)
- Олександр Тавлуй — бас-гітара (2006–2008)
- Владислав Ємець — ударні (2008–2012)
- Дмитро Сергєєв — бас-гітара (2008–2013)

## Дискографія

### Альбоми
- 2009 — В каждом из нас (LP, Top Sound, Яоск Music)
- 2010 — Она (EP, Max Morton Amazing Studio)
- 2013 — Black Stone (EP, Max Morton Amazing Studio)

### Сингли
- 2008 — Пепел (Single, White Studio)
- 2011 — Найти себя (Single, Max Morton Studio)

### Відео
- 2010 — «Вже не тут»
- 2013 — «Black Stone»